# Holý vrch (Jílové)
Der Holý vrch (deutsch: Kahler Berg) ist ein Berg bei Jílové u Děčína (Eulau). Er gehört zum Ústecký kraj und liegt im Okres Děčín. 

## Geomorphologie
Der 538 m hohe Berg ist ein Basaltkegel, der zum böhmischen Teil des Elbsandsteingebirges, den Tetschener Bergen gehört. Im Gegensatz zur Umgebung, die durch Quadersandstein geprägt ist, gehört der Kahle Berg zu der eigentlich südlicheren Gebirgsmasse. Nach der feineren geomorphologischen Einordnung gehört der Berg zu der Tiská vrchovina der Sněžnická hornatina.

## Naturschutzgebiet
Der Kahle Berg ist seit 2014 mit der Registrierungsnummer 5946 als ein Naturschutzgebiet ausgewiesen. Dadurch soll die naturnahe Waldökologie von europäischer Bedeutung auf dem Basalthügel geschützt werden.